# Pelourinho de Aljezur
O Pelourinho de Aljezur é um monumento em Aljezur, na região do Algarve, em Portugal. Está exposto no Museu Municipal de Aljezur.

## Descrição e história
As partes sobreviventes do pelourinho correspondem a uma estrutura em cantaria de granito, com um pináculo piramidal sobre um plinto em forma de paralelepípedo.
O pelourinho foi provavelmente erguido no século XVI, no âmbito da atribuição da carta de foral a Aljezur pelo rei D. Manuel. Foi depois depois alvo de um processo de restauro, que envolveu a sua reconstrução. No século XX, o pelourinho foi colocado em frente do edifício da Câmara Municipal. Foi classificado como Imóvel de Interesse Público pelo Decreto-Lei n.º 23122, de 11 de Outubro de 1933, que ordenou a classificação de todos os pelourinhos que não estivessem já protegidos pela legislação.